# Ostrowo Kościelne
Ostrowo Kościelne (prononciation : [ɔsˈtrɔvɔ kɔɕˈt͡ɕɛlnɛ]) est un village polonais de la gmina de Strzałkowo dans le powiat de Słupca de la voïvodie de Grande-Pologne dans le centre-ouest de la Pologne.
Il se situe à environ 4 kilomètres au nord de Strzałkowo (siège de la gmina), à 7 kilomètres au nord de Słupca (siège du powiat) et à 63 kilomètres à l'est de Poznań (capitale régionale).

## Histoire
De 1975 à 1998, le village faisait partie du territoire de la voïvodie de Konin.

Depuis 1999, Ostrowo Kościelne est situé dans la voïvodie de Grande-Pologne.